# Profesión Peligro
The Fall Guy (Profesión Peligro en América Latina) es una serie de televisión estadounidense de acción, que se emitió entre 1981 y 1986 en la cadena ABC y retransmitida en varios países. Protagonizada por Lee Majors, Douglas Barr,  Heather Thomas y Markie Post fue creada por Glen A. Larson y producida por 20th Century Studios.

## Argumento
Majors interpretaba a Colt Seavers, un doble de películas y especialista de cine que trabaja en su tiempo libre como cazarrecompensas. Utiliza sus habilidades físicas y su conocimiento sobre los trucos y efectos de las escenas (especialmente trucos que usan automóviles o su gran camioneta GMC) para capturar a fugitivos y criminales. Le acompaña su primo y aprendiz de doble Howie Munson (Barr) y ocasionalmente la doble Jody Banks (Thomas). 
La serie duró cinco temporadas y constó de 113 episodios.

## Intros
Las intros de la serie consistían principalmente de escenas de la serie de televisión y de escenas de riesgo tomadas de películas filmadas antes de 1981.
En la primera temporada, el montaje de escenas fue tomado de las películas Dirty Mary, Crazy Larry, The Stunt Man, Silver Streak, Butch Cassidy and the Sundance Kid, The Hot Rock, Our Man Flint, The Poseidon Adventure, Speedway y Sky Riders. Exclusivamente para la narración de apertura de la primera temporada se utilizaron: Cantando bajo la lluvia, The Blue Max, Race with the Devil y Moving Violation. También se incluyen escenas de archivo de espectáculos de acrobacias llevados a cabo en la década de 1930.
Después de la temporada 2, algunas de las escenas de riesgo tomadas de películas fueron reemplazadas por escenas de acrobacias de la serie de televisión.

## La camioneta
La camioneta pickup de Seavers era una GMC K-2500 Wideside con el paquete de nivel de equipo Sierra Grande. También se utilizó una GMC K-25 Wideside de 1980 de línea redondeada con el paquete de nivel de equipo High Sierra. Ofrecida a bajo costo a la producción por la General Motors, las acrobacias durante la primera temporada afectaron a las camionetas de producción modificadas, por lo que se utilizaron vehículos de varios años, marcas (Chevy/GMC) y modelos diferentes durante la producción inicial del programa. Como resultado, hay algunas inconsistencias en los episodios.
A partir de la temporada 2, General Motors suministró tres camionetas especialmente adaptadas para las secuencias de acrobacias, con el motor movido a una posición central del chasis inmediatamente debajo del asiento de la cabina. Esto significaba que estas camionetas volaban en una proyección más plana mientras estaban en el aire, volaban más lejos y aterrizaban de manera plana en el suelo, lo que permitía reutilizarlas para múltiples tomas y espectáculos.
Al final de la serie, las camionetas que aún quedaban fueron subastadas o regaladas en un concurso. Una de ellos se vendió en eBay en 2003.

## Reparto
- Lee Majors - Colt Seavers
- Douglas Barr - Howie Munson
- Heather Thomas - Jody Banks
- Jo Ann Pflug - Samantha "Big Jack" Ja'ck (1981–82)
- Markie Post - Terri Shannon / Michaels (1982–1985)

## Adaptación cinematográfica
En julio de 2010, Los Angeles Times informó que se estaba desarrollando una película basada en la serie de la década de 1980 Profesión Peligro. DreamWorks se había asociado con los productores Walter F. Parkes y Laurie MacDonald en el proyecto, y Martin Campbell estaba en conversaciones para dirigir la película. DreamWorks, a través de Touchstone Pictures de Disney, estrenaría la película en América del Norte, América Latina, Rusia, Australia y Asia, mientras que Mister Smith Entertainment se encargaría de las ventas en los territorios restantes. En septiembre de 2013, Dwayne Johnson estaba en negociaciones para interpretar el papel principal y McG estaba en conversaciones para dirigir.
En septiembre de 2020, se dijo que Ryan Gosling, el director David Leitch y el escritor Drew Pearce estaban trabajando en una "película de dobles sin nombre" que había sido adquirida por Universal Pictures. En mayo de 2022, se confirmó que este proyecto era una nueva versión de The Fall Guy. La película es producida por Universal Pictures con 87North y Entertainment 360 de Leitch, con Leitch y Kelly McCormick produciendo junto a Gosling y Guymon Casady. Pearce también es productor ejecutivo, al igual que Geoff Shaevitz y el creador de la serie original Glen A. Larson.
Variety informó que el gobierno australiano y las autoridades estatales de Nueva Gales del Sur agregaron fondos a la producción hasta A$30 millones y A$14.5 millones respectivamente, con Paul Fletcher, Ministro Federal de Comunicaciones, Infraestructura Urbana, Ciudades y Artes de Australia, estimando un auge. a la economía local, más de 1000 miembros del elenco y el equipo australiano y más de 3015 extras de películas australianas.